# Jean de Monluc
Pour les articles homonymes, voir Monluc.
Pour les autres membres de la famille, voir Famille de Montesquiou.
Jean de Lasseran de Massencome de Montluc  dit Jean de Monluc, né en  1508 et mort à Toulouse le 12 avril 1579, est un homme d'Église, un diplomate et un homme politique français.
Il est évêque de Valence et de Die de 1553 à 1574. Conseiller politique de la reine Catherine de Médicis en tant que moyenneur, il contribua à élaborer sa politique de conciliation envers les protestants. Lui-même très proche des idées de la Réforme, il fut longtemps suspecté d'avoir adhéré au protestantisme, au point d'être menacé d'excommunication par le pape.
Ambassadeur de France à Venise et à Constantinople, il remplit de nombreuses missions à l'étranger dont celle qui permit au futur Henri III de devenir roi de Pologne (1573).

## Biographie
Il est le frère du maréchal de Montluc, de la famille de Lasseran de Massencôme de Montluc, branche de la famille de Montesquiou (ce fait est contesté par certains généalogistes).
Il fit fortune dans le sillage de son frère, et son fils légitimé, Jean de Montluc de Balagny devint maréchal de France et gouverneur-prince de Cambrai.
Il entra dans les jacobins de l'ordre dominicain,. Sa connaissance des belles-lettres va lui permettre d'entrer en contact avec Marguerite de Navarre, reine de Navarre.
François Ier le fait relever de ses vœux et en fait un diplomate. Il est d'abord nommé secrétaire d'ambassade à Rome. Puis il est chargé d'une mission secrète à Constantinople auprès du sultan Soliman le Magnifique.
En 1545, il est nommé ambassadeur de France à Venise. Il est ensuite chargé de missions diplomatiques en Allemagne, en Italie, en Angleterre et en Écosse. Nommé en 1547, abbé commendataire de Hautefontaine, il quitte la fonction vers 1559. Le 3 juillet 1551 il est désigné comme archevêque de Bordeaux mais il n'est jamais confirmé et le 13 septembre 1553 le siège est occupé par François de Manaz. En 1553, il est nommé évêque de Valence et de Die. Mais il mena une vie profane. Brantôme, dans le chapitre consacré à M. de Monluc de Hommes illustres français, décrit l'évêque comme "fin, délié, rinquant, rompu et corrompu, autant pour son savoir que pour sa pratique".
Un temps attiré par la Réforme, il fut condamné comme hérétique par le pape Pie IV. Il profita de la protection royale et son accusateur, ne pouvant apporter des preuves, dut faire amende honorable.
Il a laissé des sermons intéressants. Il prêchait tantôt à la catholique, tantôt à la huguenote, suivant la composition de son auditoire.
Il eut un fils, Jean de Monluc de Balagny, gouverneur de Cambrai, légitimé en 1567, marié vers 1580 avec Marie de Clermont d'Amboise (morte en 1595).
Il participa activement en 1572 aux négociations qui ont amené à l'élection du duc d'Anjou comme roi de Pologne en 1573. Il était en chemin pour la Pologne à Saint-Dizier en Champagne quand il apprit l'annonce du massacre de la Saint-Barthélemy. Il fut lui-même arrêté et jeté en prison à Verdun, jusqu'à ce que Catherine de Médicis ne le fasse promptement délivrer,. En Pologne, il prit la défense du duc d'Anjou accusé de plusieurs calomnies relatives au massacre et justifia auprès des polonais l'action politique menée par le gouvernement français à l'occasion de ce massacre. Dans ses lettres, il ne cachait pas sa colère contre la Couronne : "Je crois que Leurs Majestés prennent plaisir de me voir icy en payne et à gaster tout ce que je fais pour leur service. Si est ce qu'en fin toute la honte reviendra sur eulx, car et Dieu et le monde confessera toujours que ceste follie de Paris leur a osté le royaume de Pologne. Le 10 avril 1573, son discours  devant la diète polonaise fit sensation et le 11 mai, Henri fut officiellement élu roi de Pologne.
En 1574, déclaré hérétique par la cour de Rome, il laissa son évêché de Valence à un de ses neveux, Charles de Gélas de Léberon. Cependant le temps nécessaire pour mettre en place cet arrangement fit que la consécration du nouvel évêque n'intervint qu'en 1578. En 1575 il a fondé à Valence un collège confié aux Jésuites. En 1577, il se retire chez les Jésuites de Toulouse où il meurt le 12 avril 1579. Il est inhumé à la cathédrale Saint-Étienne de Toulouse, où une plaque de marbre noir (sous l'orgue) rappelle son souvenir.
Ronsard lui dédia un sonnet :
Docte Prélat, qui porte sur la face
Phœbus pourtrait, et Pallas au cerveau,
Je te dédie en cest œuvre nouveau
Tous mes lauriers, mon myrte et mon Parnasse.
Je ne veux plus qu'un vain temps se passe
Sans composer quelque livre plus beau,
Pour y graver ainsi qu'en un tableau,
D'un tel Prélat les vertus et la grace.
En te plaisant, à la France je plais :
D'autre douceur mon esprit je ne pais
Qu'aux beaux discours de ta douce faconde.
Pour ce je veux tes honneurs raconter :
Car de sçavoir un Monluc contenter,
C'est contenter la France et tout le monde.